# Пјетре Нере Сан Цагарија (Рагуза)
Пјетре Нере Сан Цагарија је насеље у Италији у округу Рагуза, региону Сицилија.
Према процени из 2011. у насељу је живело 193 становника. Насеље се налази на надморској висини од 400 м.